# Lumea e a mea (film din 1952)
Lumea e a mea (în engleză The World in His Arms) este un film de aventuri marine din 1952 care a fost regizat de Raoul Walsh după un roman de Rex Beach. În rolurile principale au interpretat actorii Gregory Peck, Ann Blyth și Anthony Quinn, cu John McIntire, Carl Esmond și Andrea King în roluri secundare. Muzica filmului a fost compusă de Frank Skinner. A avut încasări de 3 milioane de dolari americani (din vânzări în SUA).

## Distribuție
- Gregory Peck - Căpitanul Jonathan Clark
- Ann Blyth - Contesa Marina Selanova
- Anthony Quinn - "Portugee"
- John McIntire - Deacon Greathouse, Jonathan's second in command
- Carl Esmond - Prince Semyon
- Sig Ruman - General Ivan Vorashilov
- Andrea King - Mamie
- Eugenie Leontovich - Anna Selanova
- Bill Radovich - Ogeechuk, Jonathan's Eskimo crewman
- Rhys Williams - Eben Cleggett
- Bryan Forbes - William Cleggett
- Hans Conried - Eustace, hotel clerk